# Абидосский список (Рамсес II)
Абидосский список или таблица Абидоса (table d’Abydos) — список, перечисляющий имена фараонов, из храма Рамсеса II. Аналогичен точно такому же списку из храма Сети I, но хуже сохранившийся. В настоящее время он хранится в Британском музее в Лондоне; музей приобрёл список в 1837 году.
Был найден ранее своего аналога из храма Сети, в местности, носящей сейчас имя Арабат-эль-Мадфуне, на левом берегу Нила и отделён от стены Жаном-Франсуа Мимо (фр. Jean-François Mimaut), французским генеральным консулом в Александрии. Здесь, в древнем храме города Абту (Абидоса), Рамсес II начертал надпись, в которой он воздаёт почести своим предкам. Всех имён предков было до пятидесяти, но из них сохранилось не более тридцати; картушей самого Рамзеса насчитано двадцать восемь повторений. Этот список есть выборка из всего ряда предков Рамсеса, сделанная произвольно или по каким-либо соображениям, нам не доступным; начало этой таблицы не сохранилось. Перечисляя предков Рамсеса, список переходит внезапно от фараонов XVIII династии к царям XII династии, как бы связывая эти династии. Затем в списке находится 14 картушей более древних фараонов.
Таблица Абидоса помогла Жану-Франсуа Шампольону разместить фараонов XVIII династии и позже служила пособием Карлу Лепсиусу для отождествления царей с именами Аменемхет и Сенусерт с царями XII династии Манефона. Таблица Абидоса была основательно разобрана египтологами Шарлем Теодюлем Девериа (фр. Charles-Théodule Deveria) и Эммануэлем Руже (фр. Olivier-Charles-Camille-Emmanuel de Rougé).